# Рябушинский, Степан Павлович
Степа́н Па́влович Рябуши́нский (5 [17] июня 1874, Москва, Российская империя — 1942, Милан, Италия) — русский предприниматель, банкир, коллекционер, меценат, вместе с братом Сергеем основавший один из первых в России автомобильный завод АМО, впоследствии переименованный в Завод имени Лихачёва (ныне прекратил своё существование).

## Предпринимательство

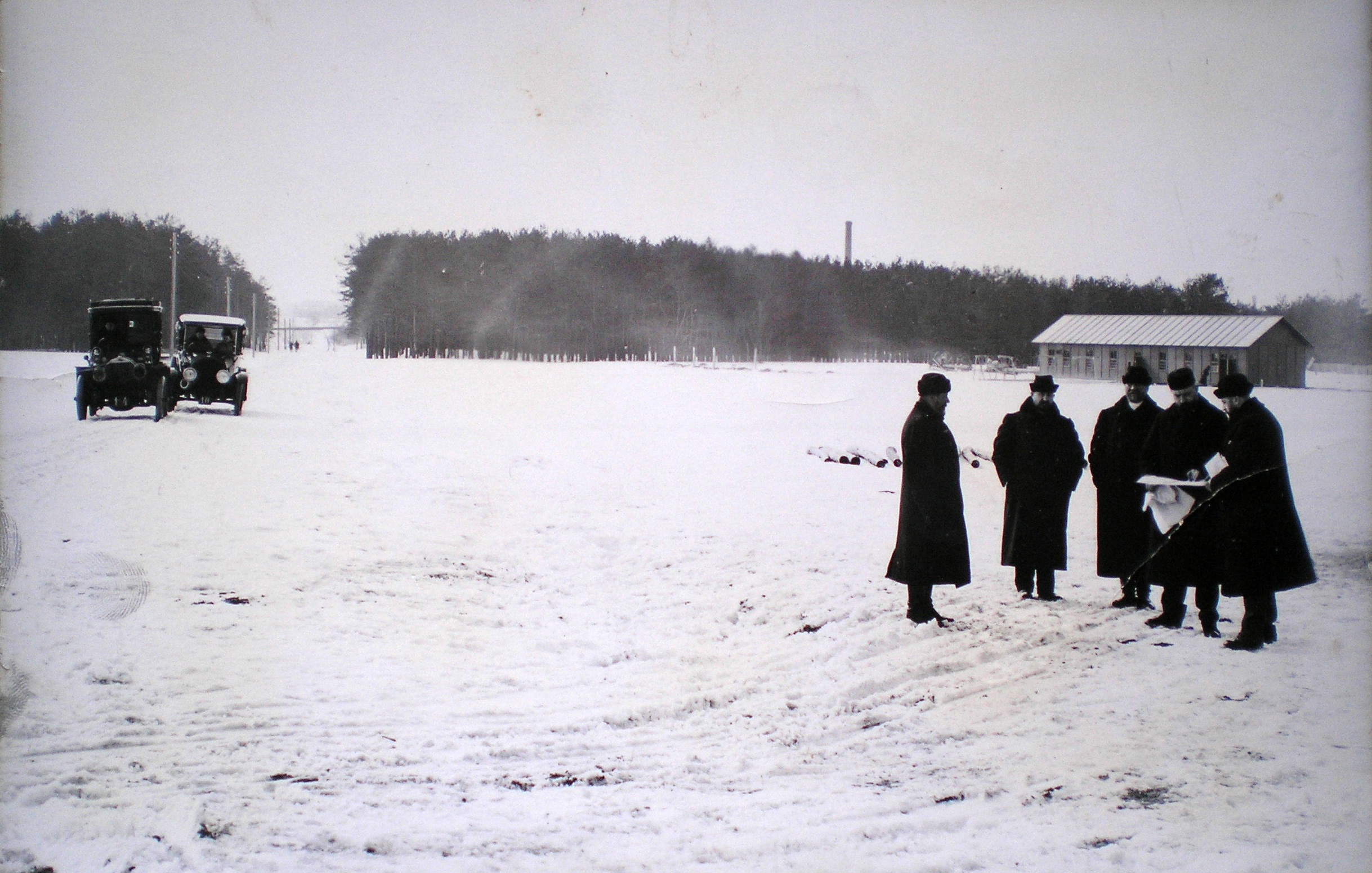
Сергей и Степан Рябушинские обсуждают план строительства АМО. Тюфелева роща, 1916.

Степан Павлович был выходцем из династии старообрядцев Рябушинских. Учился в Московской практической академии коммерческих наук. Управлял частью семейной фирмы «Товарищество П. М. Рябушинского с сыновьями». Был совладельцем «Банкирского дома братьев Рябушинских», а с 1912 года членом совета созданного на его основе Московского банка.
В 1916 году вместе с братом Сергеем он начал создавать автомобильный завод Акционерного Московского общества («Завод АМО»), ставший первым в России. Причём производство было организовано так, что при минимальной реорганизации автомобильный завод мог производить авиационную технику.

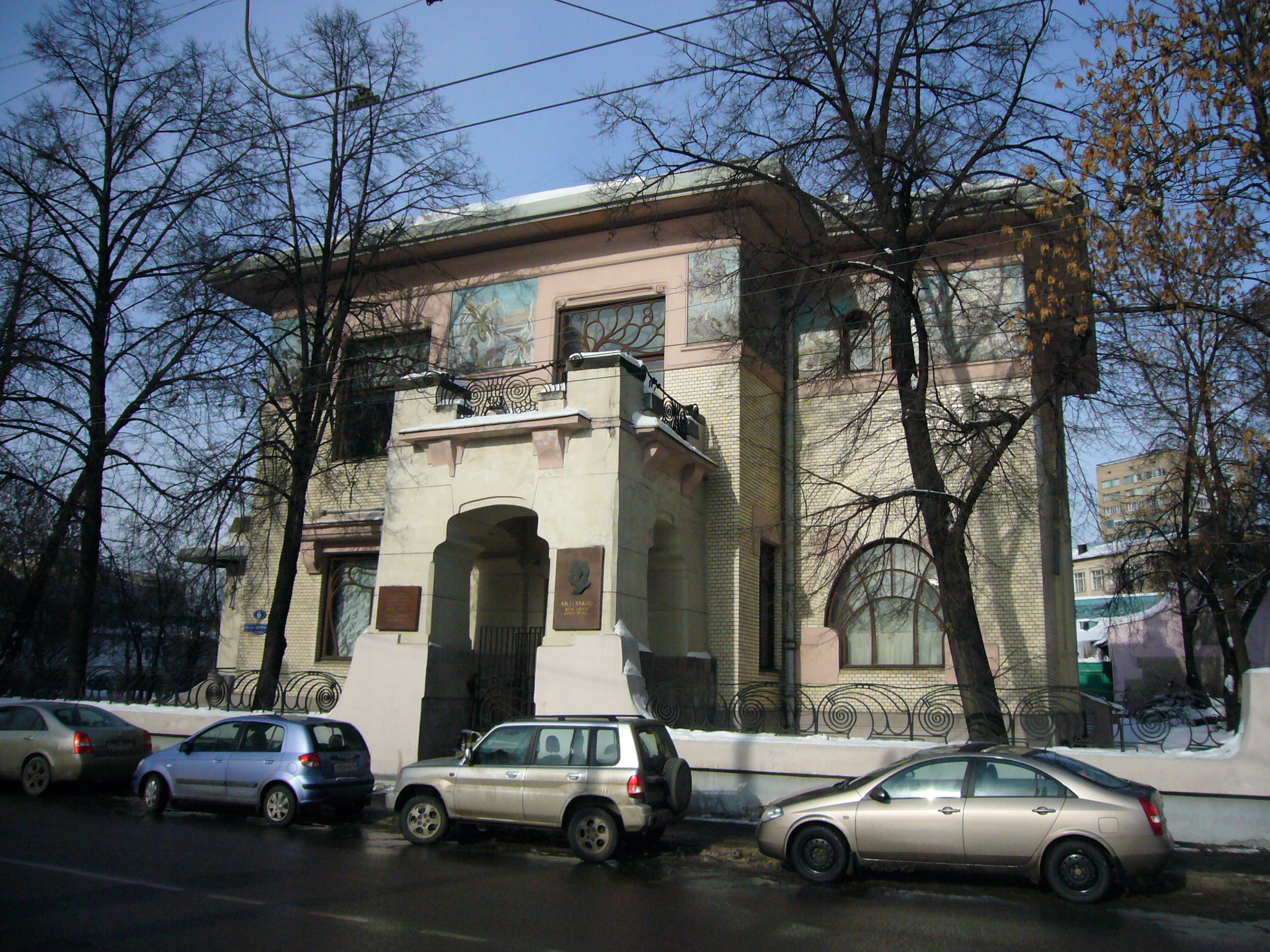
Особняк С. П. Рябушинского на Малой Никитской улице

## Коллекционирование
Занимался коллекционированием икон, после указа «Об укреплении начал веротерпимости» от 17 апреля 1905 года открыто скупал их большими партиями по всей России, некоторые из которых жертвовал старообрядческим храмам. Наиболее ценные иконы находились в храмах Рогожского кладбища, сюда он передал икону Богоматери Одигитрии Смоленской, которую после реставрации 1812 года запрещалось переносить из одного храма в другой.
К 1914 году собрал одну из лучших коллекций икон в Москве. Степан Павлович также открыл реставрационную мастерскую. Помимо икон собирал церковную утварь и другие культовые предметы.
Рябушинский способствовал организации научного изучения икон, опубликовал в журнале «Церковь» статьи «Изображение Воскресения Христова» (№ 15, 1908), «О реставрации и сохранении древних святых икон» (№ 50, 1908). Был почётным членом Московского археологического института.
После национализации, проведенной советской властью, коллекция Рябушинского была разделена: 53 иконы были отданы Государственной Третьяковской галерее, 128 —  были отправлены в Государственный музейный фонд в дом Дервизов у Красных ворот. Часть из них получил Исторический музей, остальные после 1928 года попали в антиквариат на продажу, а также в Пермский и Кубанский музеи.
В 2009 году в Москве открылся частный музей «Дом Иконы», в 2012 переименованный в «Дом Иконы и Живописи имени С. П. Рябушинского».

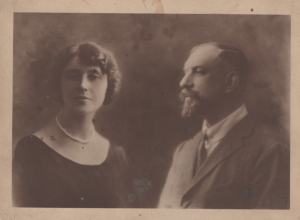
Анна Александровна и Степан Павлович Рябушинские в Милане. 1922 год.

## Семейная жизнь
В 1897 году женился на Анне Александровне Прибыловой.
В 1900—1902 годах по заказу С. П. Рябушинского на Малой Никитской улице был выстроен знаменитый особняк в стиле московского модерна по проекту Ф. О. Шехтеля. В телефонной книге за 1908 года домовладелицей дома — в то время № 8 — значилась Анна Александровна Рябушинская.
Во время февральской революции 1917 года Рябушинский находился в США: заказывал оборудование для автомобильного завода. Вернулся летом 1917 года и после октябрьской революции спешно с женой и двумя детьми (Еленой и Борисом) эмигрировал в Италию.
Потомки по линии дочери Елены (1902—2000) проживают в Милане, носят фамилию Rijoff (Рыжовы). Сын Борис (1898—1975) стал во Франции художником-анималистом, иллюстратором, сократил свою фамилию до Ряб (Boris Riab). Был дважды женат.